# المغيثة
المغيثة هي منطقة عراقية في محافظة النجف ومنزل من منازل طريق الحج العراقي بعد العذيب، للمتوجّه من الكوفة إلى مكة.وكانت أولاً مدينة خربت، شرب أهلها من ماء المطر، وهي لبني نبهان. وبين المغيثة والقرعاء الزبيدية. وقال الأزهري: ركية بين القادسية والعذيب. وقال غيره: بينها وبين القرعاء اثنان وثلاثون ميلاً، وبيها وبين القادسية أربعة وعشرون ميلاً. وجاء في كتاب البلدان لليعقوبي، ان المغيثة تقع بين القادسية والقرعاء للذاهب من الكوفة إلى مكة . وذكر ابن رستة: ومن القادسية إلى المغيثة ثلاثون ميلاً، وهو منزل فيه برك لماء السماء، والمتعشَّى فيه (المتعشا محطة متوسطة بين منزلتين ينام فيه الركب قليلاً من الليل فقط) بوادي السباع على رأس خمسة عشر ميلاً. ومن المغيثة إلى القرعة (القرعاء) اثنان وثلاثون ميلاً.

## حدودها
في جنوبها الغربي بركة السمعية، وعلى مسافة قليلة في شمالي واقصة نحو الشمال الغربي بركة السمعية، وعلى مسافةٍ منها في شمالي واقصة نحو الشمال الغربي توجد شراف، والمسافة بينهما تُقدر بميلين، وعسكر الجيش الإسلامي في شراف بقيادة سعد بن أبي وقاص في معركة القادسية، وبنفس المكان توفى المثنى بن حارثة.

## حالها
ذُكر في كتاب (النجف الأشرف 2050 رؤية مستقبلية) المنشور سنة 2023 أنه "ما زالت المناطق الذي يمر بها طريق الحج البري (منارة زبيدة – المغيثة – ام الكرون – بركة حمد – شبجة)، ذات خدمات منعدمة، مع أنها تمثل أرثاً حضارياً لهذه المنطقة، إذ لم تتبين أي بوادر للحكومة المحلية والمركزية لتقديم الخدمات والاعتناء بها وتزيينها لجعلها مناطق سياحية تدرّ ايرادات مستقبلية للدولة".

## انظر ايضاً
- مكة المكرمة
- الحج
- العراق
- درب زبيدة

## وصلات خارجية
- منازل درب الحج الكوفي “درب زبيدة” كما عدّها القاضي وكيع.